# محب الأجم
محب الأجم (الاسم العلمي: Drymophila)، جنس نباتات من فصيلة ألستروميرياسيات. صُنف سابقًا ضمن اللوزورياغيات ونوليناوات والزنبقية.
يضم الجنس نوعان وكلاهُما يستوطن أستراليا.